# Monclar (Gers)
Monclar is een gemeente in het Franse departement Gers (regio Occitanie) en telt 156 inwoners (2004). De plaats maakt deel uit van het arrondissement Condom.

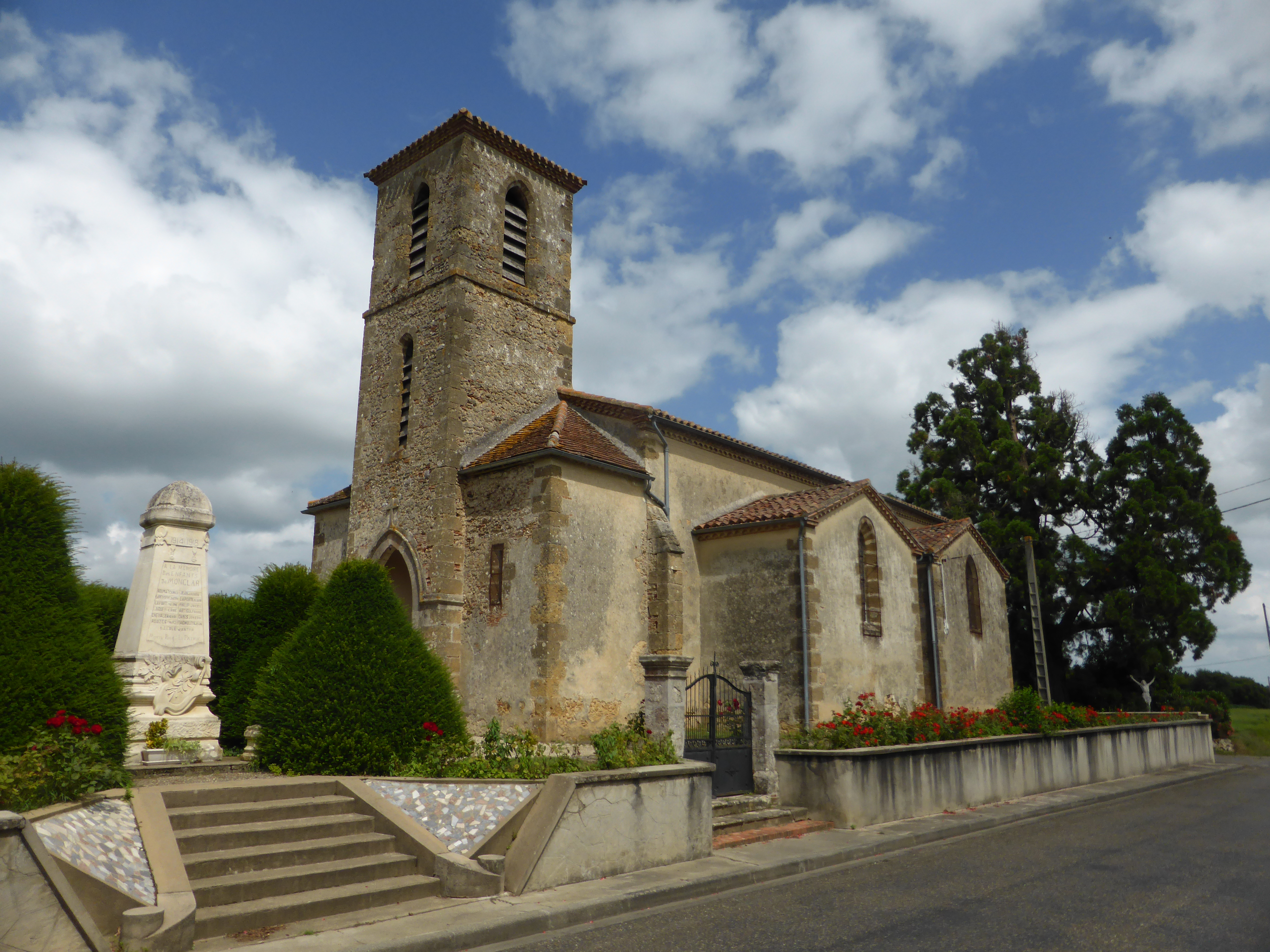
Kerk van Monclar
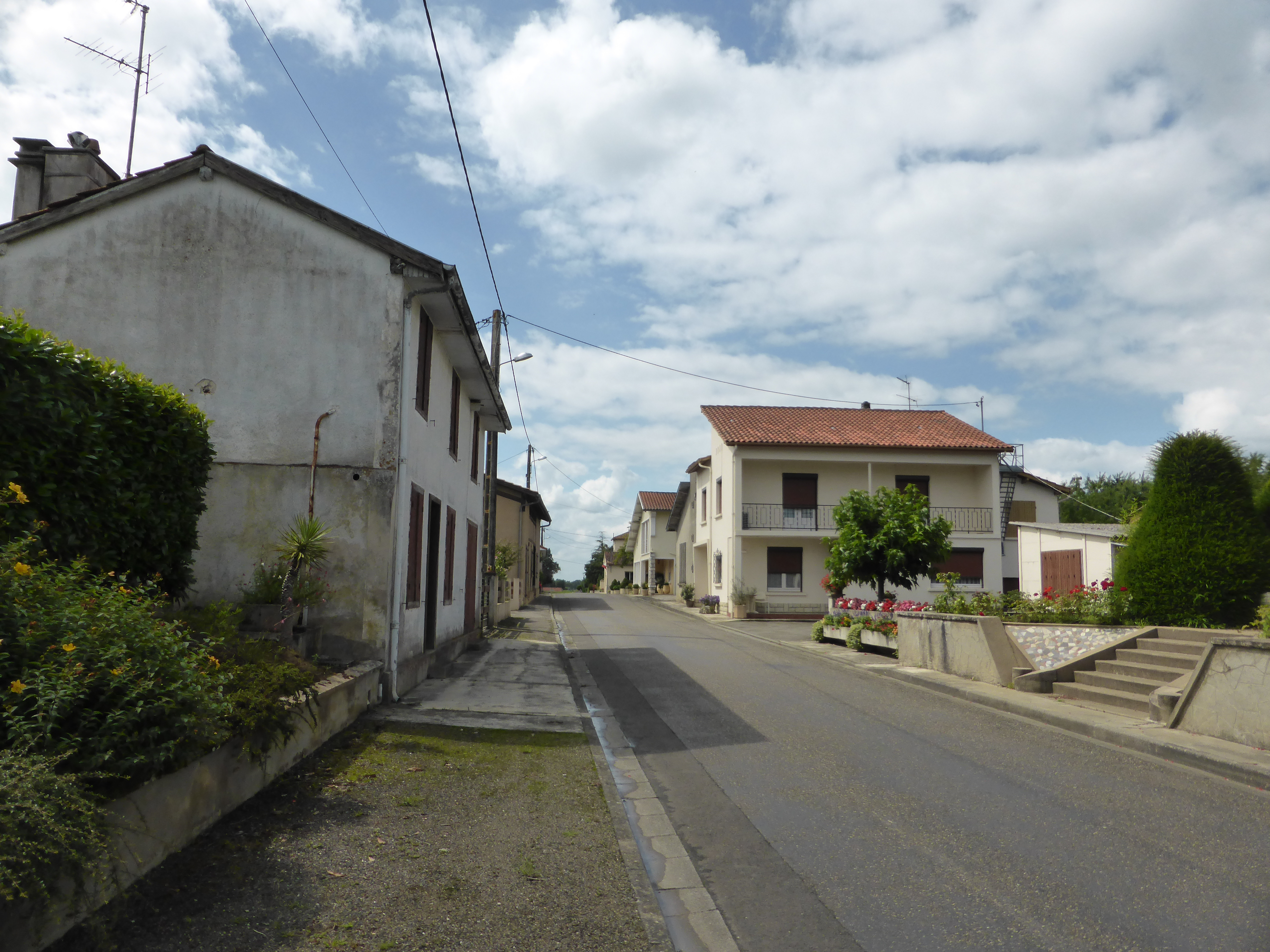
Monclar

## Geografie
De oppervlakte van Monclar bedraagt 10,2 km², de bevolkingsdichtheid is 15,3 inwoners per km².
De onderstaande kaart toont de ligging van Monclar (Gers) met de belangrijkste infrastructuur en aangrenzende gemeenten.

## Demografie
Onderstaande figuur toont het verloop van het inwonertal (bron: INSEE-tellingen).